# Pirajoux

Pirajoux este o comună în departamentul Ain din estul Franței.